# Melanocercops elaphopa
Melanocercops elaphopa là một loài bướm đêm thuộc họ Gracillariidae. Nó được tìm thấy ở Ấn Độ (Karnataka) và Nepal.
Ấu trùng ăn Ficus species, bao gồm Ficus asperrima, Ficus palmatus và Ficus religiosa. Chúng ăn lá nơi chúng làm tổ.